# 德伊勒
德伊勒是次罗马不列颠地区的一个盎格鲁人王国，它和北边的伯尼西亚共同形成了诺森布里亚王国。